# Boris Wiktorowitsch Tomaschewski
Boris Wiktorowitsch Tomaschewski (russisch Борис Викторович Томашевский, wiss. Transliteration Boris Viktorovič Tomaševskij; * 17. Novemberjul. / 29. November 1890greg.; † 24. August 1957) war ein russischer Literaturwissenschaftler. Nach einem erfolglosen Aufnahmeverfahren am Petersburger Polytechnikum erhielt er eine Ausbildung in Statistik und Elektrotechnik in Liège und Paris, wo er Kurse an der Sorbonne belegte. Er wirkte mit am russischen Formalismus der 1920er Jahre an der Leningrader Universität am Institut für russische Literatur in den 1930ern. Seine Bedeutung als Theoretiker, als Verfasser der Theorie der Literatur ist unbestritten. Er verfasste bedeutende Werke über Versifizierung, Poetik, Stilistik, Textanalyse, Studien über Puschkin und französische Poesie.
Tomaschewski war seit 1921 Mitarbeiter des Instituts für russische Literatur der Akademie der Wissenschaften der UdSSR. Seit 1946 war er Leiter der Handschriften-Abteilung und ab 1957 Leiter des Sektors für Puschkin-Studien.
Er gehörte dem Schriftstellerverband der UdSSR an. Im Unterschied zu seinen Kollegen betonte er die Wichtigkeit des Autors für die Interpretation eines Werkes, allerdings nicht durch das starre Festhalten an der Biografie. Diese sei nur für Kulturgeschichte wichtig, während sich die Literaturgeschichte, der er sich verpflichtet fühlt, mit der vom Autor geschaffenen Legende beschäftigen solle, auf die sich das Werk beziehe. Dieser „wahrnehmbare Hintergrund“ würde vom Autor „selbst einkalkuliert“ und müsse deshalb auch bei der Interpretation beachtet werden.
Ob es eine solche Legende beziehungsweise Konstruktion der Autoren über sich gibt, hänge von der Epoche ab, in der sie wirken, sodass Tomaschewski zu dem Ergebnis kommt, dass ein Autor als Autor in diesem Sinne erst im 18. Jahrhundert zu finden sei.
Tomaschewski erhielt den Belinski-Preis für sein Buch Puschkin (1813—1824).

## Publikationen (Auswahl)
- Russkoe stichosloženie. Metrika  1923
- Teorija literatury 1925,
- Sjužetnoe postroenie 1925,
- Problema stichotvornogo jazyka1927
- Pisatel' i kniga. Očerk tekstologii 1928
- O stiche: stat'i 1928
- Kratkij kurs poetiki 1931
- Puškin 1956
- Stih i jazyk. Filologiceskie ocerki 1958
- Stilistika i stihosloženie. Kurs lekcij  1959